# 別兹德納河
別兹德納河是俄羅斯的河流，位於韃靼斯坦共和國，屬於伏爾加河的左支流，最終在海拔53米處注入古比雪夫水庫，河道全長45公里，流域面積806平方公里。